# Point Amour
Point Amour is een kaap in de Canadese provincie Newfoundland en Labrador. De kaap bevindt zich in de Straat van Belle Isle in het uiterste zuiden van de regio Labrador.

## Geografie
Point Amour ligt op het smalste punt van de Straat van Belle Isle, de zeestraat die Newfoundland van Labrador scheidt. Tussen Point Amour en het op Newfoundland gelegen dorp Savage Cove ligt een afstand van slechts 17,5 km. Vanwege die strategische ligging in de druk bevaren Straat van Belle Isle is de kaap in de 19e eeuw gekozen als locatie voor een vuurtoren.
De kaap geeft daarnaast de oostgrens aan van Forteau Bay, een kleine baai waaraan naast Forteau ook het nabijgelegen gehucht L'Anse Amour gelegen is. Het landschap rond Point Amour is erg open en licht golvend, al bestaat de kust zelf uit steile kliffen.

## Vuurtoren
In 1857 werd aan de kaap de vuurtoren van Point Amour gebouwd. Met een hoogte van 33 meter is het de op een na hoogste vuurtoren in Canada. De vuurtoren is daarnaast de enige provinciale historische site in de regio Labrador.

## Galerij

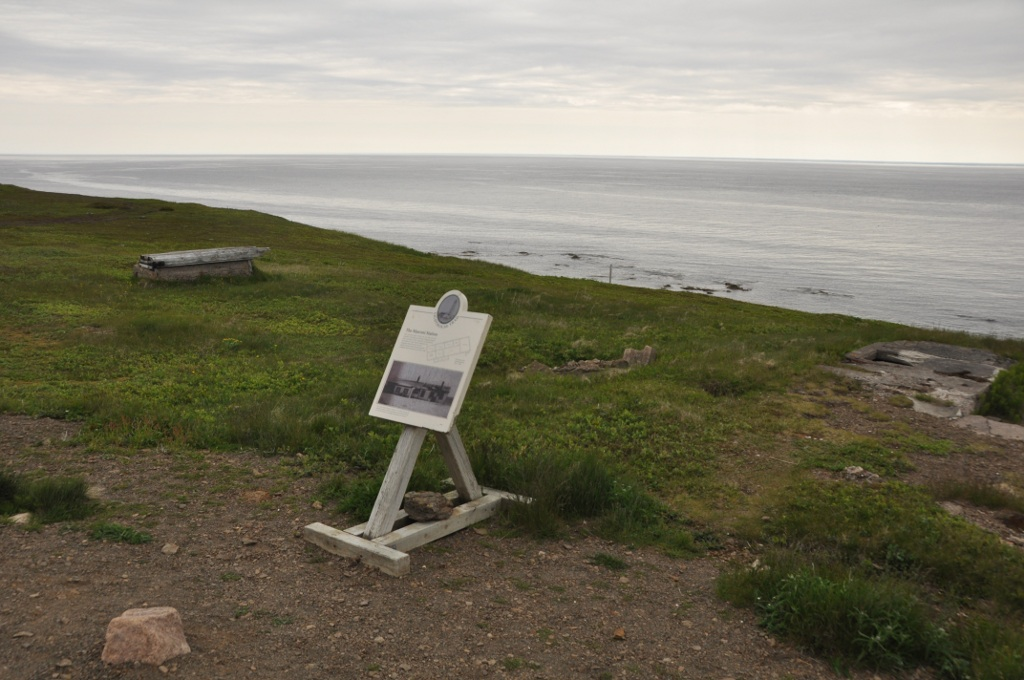
Overblijfselen van een radiotelegrafiestation van de Marconi Company te Point Amour
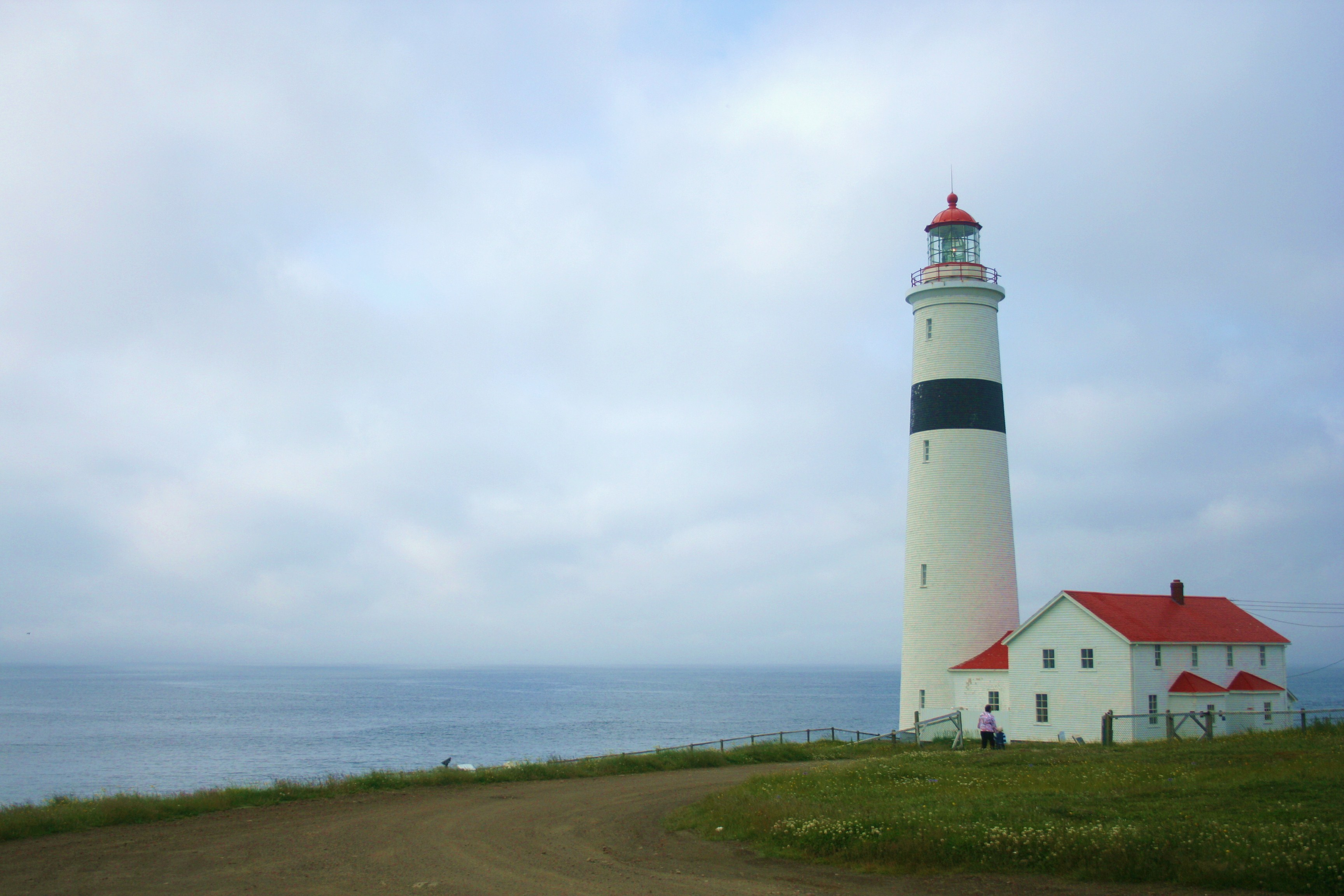
Zicht op de vuurtoren van Point Amour en de Straat van Belle Isle
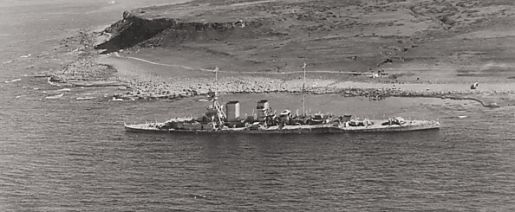
Zicht op de kaap en het scheepswrak van de HMS Raleigh die er verging in 1922